# Futuro. Biblioteca di Fantascienza
Futuro. Biblioteca di Fantascienza è stata una collana editoriale di narrativa fantastica pubblicata in Italia da Fanucci Editore per otto anni, dal 1973 al 1981, per un totale di 50 uscite.

## Elenco uscite
| Numero | Autore                         | Titolo                                         | Note | Anno                   |
| ------ | ------------------------------ | ---------------------------------------------- | --- | ---------------------- |
| 1      | A. E. van Vogt                 | Crociera nell'infinito                         | Romanzo fix-up del ciclo della Argus.                                                                                                 | giugno 1973            |
| 2      | Larry Niven                    | Un dono dalla Terra                            | Romanzo autoconclusivo entro il Ciclo dello Spazio conosciuto.                                                                        | luglio 1973            |
| 3      | Philip José Farmer             | Relazioni aliene                               | Raccolta di due romanzi brevi e tre racconti allestita dall'autore.                                                                   | novembre 1973          |
| 4      | Norman Spinrad                 | Jack Barron e l'eternità                       | | gennaio 1974           |
| 5      | Poul Anderson                  | Il vagabondo degli spazi                       | | marzo 1974             |
| 6      | William Hope Hodgson           | Naufrago nell'ignoto                           | | marzo 1974             |
| 7      | Jack Williamson                | I figli della Luna                             | | giugno 1974            |
| 8      | Zenna Henderson                | Il libro del popolo                            | Raccolta del ciclo del Popolo allestita dall'autrice, comprende i primi sei racconti della serie.                                     | giugno 1974            |
| 9      | Lester Del Rey                 | Incidente nucleare                             | | giugno 1974            |
| 10     | Poul Anderson                  | Le gallerie del tempo                          | | ottobre 1974           |
| 11     | Algis Budrys                   | Testimoni dell'uomo                            | | gennaio 1975           |
| 12     | Cordwainer Smith               | Giù nei vecchi mondi                           | Raccolta di otto racconti allestita dall'autore, quattro appartengono al ciclo della Strumentalità dell'Uomo.                         | marzo 1975             |
| 13     | A. E. van Vogt                 | Dittatura 2200                                 | | maggio 1975            |
| 14     | Jack Vance                     | L'ultimo castello e altri romanzi brevi        | Omnibus creato per il mercato italiano, comprende tre romanzi brevi: - L'ultimo castello - L'Uomo dei Miracoli - Il segreto dei Telek | giugno 1975            |
| 15     | Isaac Asimov                   | La chiave e altri misteri                      | Raccolta allestita dall'autore, comprende i quattro racconti di Wendell Urth, i due di Brandon, Shea & Moore, e otto autoconclusivi.  | agosto 1975            |
| 16     | Philip José Farmer             | Si sveglia il dio di pietra                    | | settembre 1975         |
| 17     | Robert W. Chambers             | Il Re in giallo                                | Raccolta allestita dall'autore, comprende i quattro racconti del Re in Giallo e sei racconti autoconclusivi.                          | novembre 1975          |
| 18     | Larry Niven                    | Stasi interrotta                               | Romanzo autoconclusivo entro il Ciclo dello Spazio conosciuto.                                                                        | gennaio 1976           |
| 19     | Robert A. Heinlein             | Missione nell'eternità                         | Raccolta di due romanzi brevi e due racconti allestita dall'autore.                                                                   | marzo 1976             |
| 20     | Gordon R. Dickson              | L'impero degli eletti                          | | marzo 1976             |
| 21     | Jack Vance                     | Pianeta d'acqua                                | | giugno 1976            |
| 22     | Poul Anderson                  | La spada spezzata                              | | settembre 1976         |
| 23     | Frederik Pohl e Lester Del Rey | Rischio di vita                                | | ottobre 1976           |
| 24     | A. E. van Vogt                 | Il cristallo venuto dal tempo                  | Antologia creata per il mercato italiano, comprende un racconto del ciclo dei Rull e cinque racconti autoconclusivi.                  | ottobre 1976           |
| 25     | Thomas M. Disch                | 334                                            | | dicembre 1976          |
| 26     | Philip K. Dick                 | Le Voci di Dopo e altre storie                 | Raccolta allestita dall'autore, comprende dodici racconti.                                                                            | dicembre 1976          |
| 27     | Algernon Blackwood             | John Silence, investigatore dell'occulto       | Raccolta del ciclo di John Silence allestita dall'autore, comprende tre romanzi brevi e due racconti.                                 | gennaio 1976           |
| 28     | Clifford D. Simak              | La Macchina dei Sogni                          | Raccolta allestita dall'autore, comprende il romanzo breve La Macchina dei Sogni e due racconti.                                      | marzo 1977             |
| 29     | Algis Budrys                   | Il satellite proibito                          | | giugno 1977            |
| 30     | Abraham Merritt                | Gli abitatori del miraggio                     | | settembre 1977         |
| 31     | James Blish                    | Prigione senza sbarre e altri racconti         | Raccolta allestita dall'autore, comprende otto racconti.                                                                              | settembre 1977         |
| 32     | Colin Wilson                   | I parassiti della mente                        | Romanzo ambientato nell'universo condiviso del Ciclo di Cthulhu.                                                                      | settembre 1977         |
| 33     | Robert Silverberg              | Le maschere del tempo                          | | ottobre 1977           |
| 34     | Philip K. Dick                 | I difensori della Terra                        | Raccolta allestita dall'autore, comprende dodici racconti.                                                                            | novembre 1977          |
| 35     | Dean R. Koontz                 | Generazione Proteus                            | | gennaio 1978           |
| 36     | Theodore Sturgeon              | La stirpe di Giapeto                           | Raccolta allestita dall'autore, comprende due romanzi brevi e due racconti.                                                           | febbraio 1978          |
| 37     | Philip José Farmer             | Il pianeta d'aria                              | Sequel del romanzo Moby Dick di Herman Melville.                                                                                      | marzo 1978             |
| 38     | Larry Niven                    | Il tempo di Svets                              | Antologia allestita dall'autore, comprende i cinque racconti di Svets e due racconti autoconclusivi.                                  | aprile 1978            |
| 39     | Abraham Merritt                | Il vascello di Ishtar                          | | maggio 1978            |
| 40     | Wilson Tucker                  | Il lungo silenzio                              | | luglio/agosto 1978     |
| 41     | Stanley G. Weinbaum            | La fiamma nera                                 | | settembre 1938         |
| 42     | Richard C. Meredith            | Mercenari del tempo                            | Primo romanzo della trilogia Timeliner.                                                                                               | dicembre 1978          |
| 43     | Algernon Blackwood             | Colui che ascoltava nel buio e altre storie    | Raccolta creata per il mercato italiano, comprende il sesto episodio del ciclo di John Silence e cinque racconti autoconclusivi.      | dicembre 1978          |
| 44     | Damon Knight                   | Il lastrico dell'inferno                       | | gennaio/febbraio 1979  |
| 45     | Philip K. Dick                 | L'Uomo Variabile e altri romanzi brevi         | Raccolta allestita dall'autore, comprende il romanzo breve L'Uomo Variabile e quattro racconti.                                       | marzo/aprile 1979      |
| 46     | Robert A. Heinlein             | Waldo - Anonima stregoni                       | Omnibus allestito dall'autore, comprende due romanzi brevi: - Waldo - Anonima stregoni                                                | maggio/giugno 1979     |
| 47     | Margaret St. Clair             | Il popolo dell'ombra                           | | luglio/agosto 1979     |
| 48     | Roger Zelazny                  | La montagna dell'infinito e altre storie       | Raccolta allestita dall'autore, comprende quindici racconti.                                                                          | settembre/ottobre 1979 |
| 49     | Fredric Brown                  | Marziani, andate a casa                        | | novembre 1980          |
| 50     | William F. Nolan               | Armageddon 2419. Capitan Rogers nel XXV secolo | Primo romanzo della saga di Buck Rogers. Liberamente adattato nel serial cinematografico e nel lungometraggio quasi omonimi.          | aprile 1981            |